# Gamō Kumpei

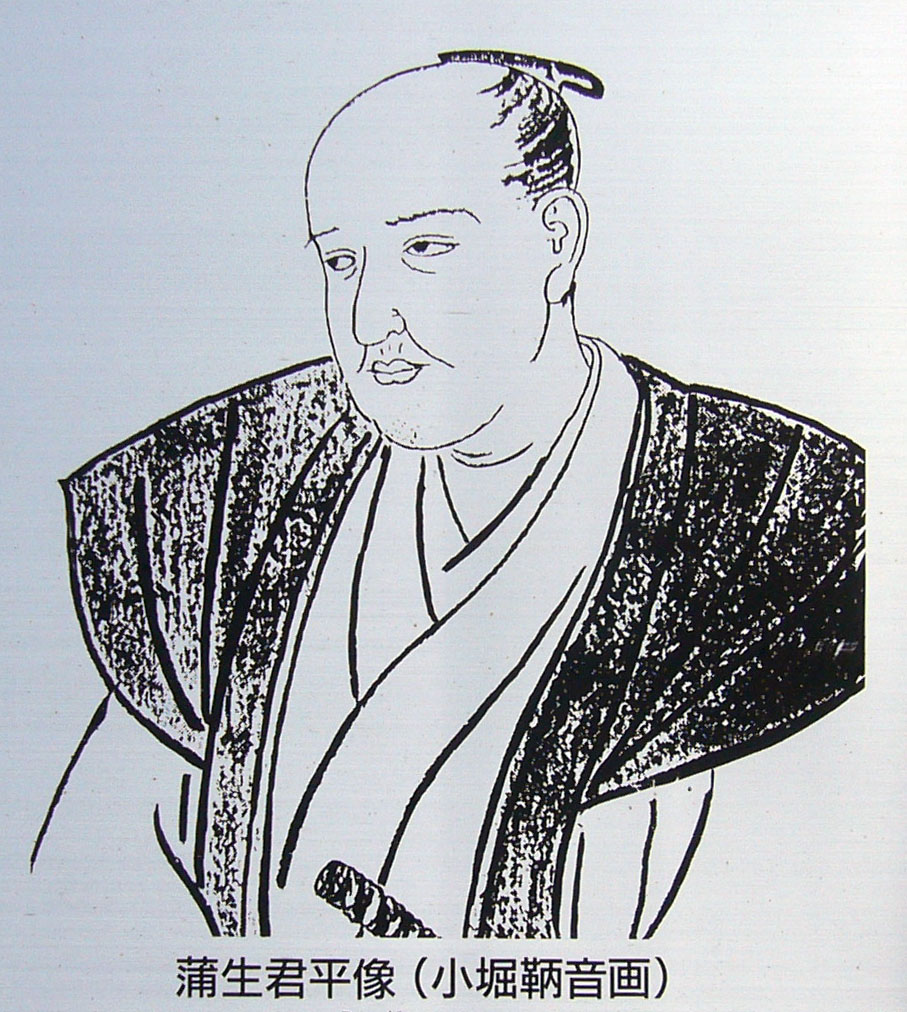
Gamō Kumpei

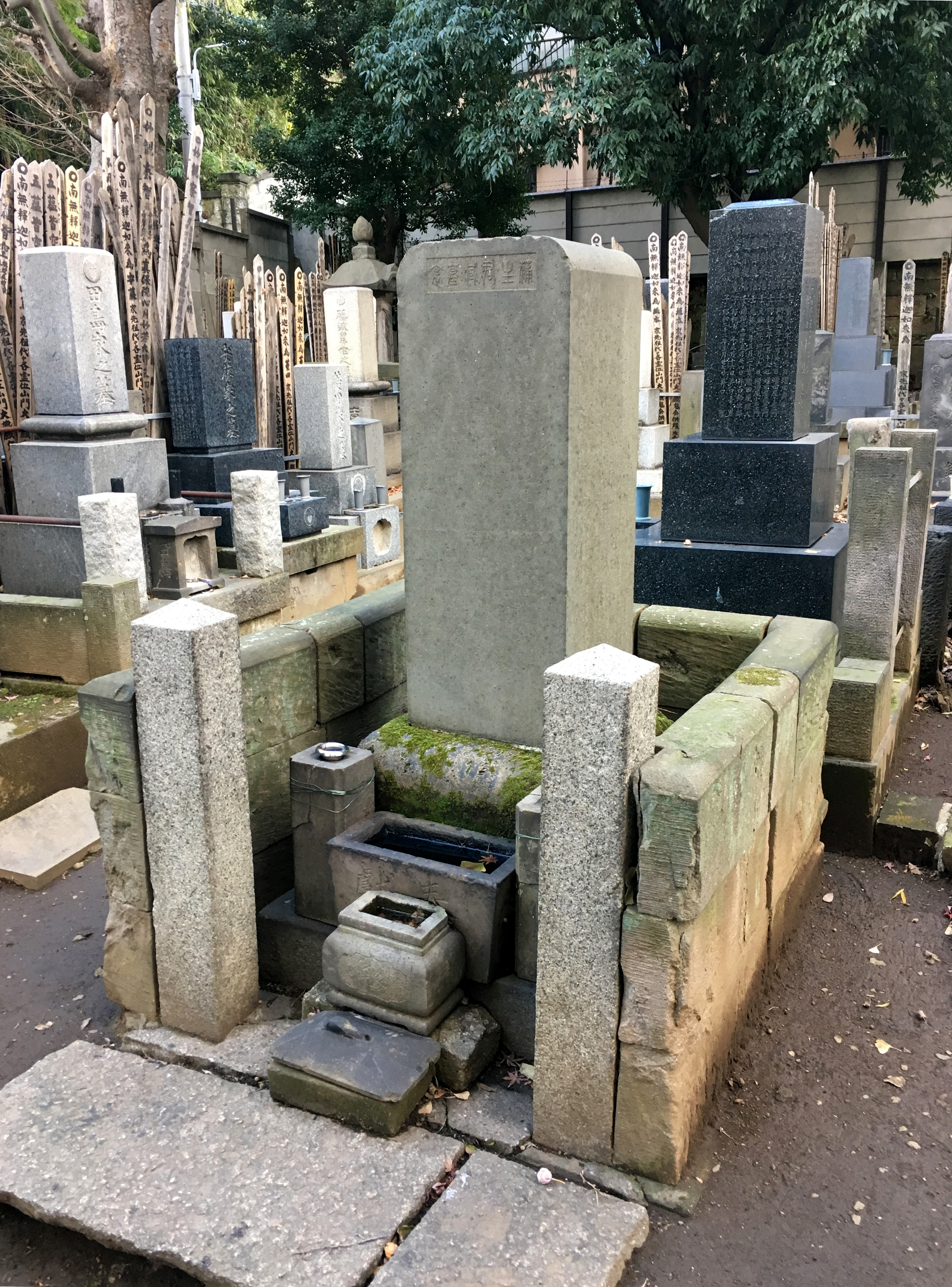
Grab des Gamō Kumpei.

Gamō Kumpei (japanisch 蒲生 君平; 1768–31. Juli 1813) war ein japanischer Schriftsteller, Fürsprecher der Herstellung der kaiserlichen Rechte. Er war einer der „Drei Sonderlinge der Kansei-Ära“.

## Leben und Wirken
Gamō Kumpei wurde in Utsunomiya als Sohn eines Kaufmanns geboren. Er hieß zunächst Fukuda Hidezane, aber als er hörte, dass sich seine Familie von Gamō Ujisato ableitete, änderte er seinen Namen in Gamō Kumpei. Er ging nach Edo, um Geschichte zu studieren. Bei seinen Studien kam er mit Fujita Yūkoku (藤田幽谷; 1774–1826) und anderen Vertretern der Mito-Schule zusammen. Das verstärkte sein Interesse an Geschichte, und er begann, sich mit dem „wahren Verhältnis zwischen Souverän und Subjekt“ (大義名分 Taigi meibun) aus der Lehre des Konfuzius zu beschäftigen. Schon bald stellte er fest, die Autorität des Kaisers würde nicht genügend gewürdigt.
Zwischen 1796 und 1799 bereiste Gamō ganz Japan, um die kaiserlichen Grabstätten zu erforschen. Das Ergebnis publizierte er 1808 in einem Buch mit dem Titel „Aufzeichnungen zu den kaiserlichen Gräbern“ (山陵志 Sanryō-shi). Des Weiteren schrieb er Bücher zur Bedeutung der Küstenverteidigung und beschrieb Verbesserungsmöglichkeiten.
Gamō war einer der wenigen Schriftsteller, die es unter der Tokugawa-Regierung wagten, die kaiserliche Sache öffentlich zu vertreten. Er war damit ein wichtiger Vorläufer der restaurativen Bewegung, die schließlich zur Meiji-Restauration führte.